# Toribio Ticona Porco
Toribio Ticona Porco (sinh 1937) là một Hồng y người Bolivia của Giáo hội Công giáo Rôma. Ông hiện đảm nhận vai trò Hồng y Đẳng Linh mục. Ông từng đảm nhiệm vai trò Đại diện Tông Tòa Miền Phủ doãn Tông Tòa Corocoro trong suốt 20 năm, từ năm 1992 đến năm 2012.
Vốn là một giáo sĩ trong vai trò lãnh đạo giáo hội địa phương, ông từng đảm trách ai trò khác giám mục phụ tá Giáo phận Potosí trong vòng 6 năm, từ năm 1986 đến năm 1992 trước khi tiến đến trở thành Đại diện Tông Tòa Hạt Đại diện Tông Tòa Corocoro. Ông sẽ được vinh thăng Hồng y ngày 29 tháng 6 năm 2018, bởi Giáo hoàng Phanxicô.

## Tiểu sử
Hồng y Toribio Ticona Porco sinh ngày 25 tháng 4 năm 1937 tại Atocha, Bolivia. Ông xuất thân từ gia đình có người cha ruồng bỏ và chính ông cũng không biết cha mình. Chính vì hoàn cảnh thiếu vắng người cha, ông sống với mẹ mình và trong thời niên thiếu, ông từng làm nhiều công việc khác nhau để kiếm sống như: đánh giầy, bán báo, phụ hồ. Sau đó, ông được các thừa sai người Bỉ dạy dỗ và quyết định gia nhập đạp Công giáo. Trải qua một giai đoạn làm phu mỏ để phụ giúp gia đình, chàng trai Porco rời gia đình đi theo con đường tu tập. Anh theo học Triết và Thần học tại Sucre, Bolivia.
Sau quá trình tu học dài hạn tại các cơ sở chủng viện theo quy định của Giáo luật, ngày 29 tháng 1 năm 1967, Phó tế Porco, 30 tuổi, tiến đến việc được truyền chức linh mục. Tân linh mục là thành viên linh mục đoàn Giáo phận Potosí. Sau khi được truyền chức linh mục, ông tiếp tục con đường học vấn của mình bằng cách theo học tại Trung Tâm Mục Vụ của Liên Hội đồng Giám mục Châu Mỹ, có tên viết tắt là CELAM và tại Trung Tâm Lumen Viate có trụ sở tại Brussels. Trong thời gian thi hành các công tác mục vụ tại thị trấn nhỏ Chacarilla, ông được người dân bầu làm thị trưởng miền này và đã đảm nhiệm vai trò này trong vòng 14 năm.
Sau 19 năm thi hành các công việc mục vụ với thẩm quyền và cương vị của một linh mục giáo phận, ngày 5 tháng 4 năm 1986, Tòa Thánh loan tin Giáo hoàng đã quyết định tuyển chọn linh mục Toribio Ticona Porco, 49 tuổi, gia nhập Giám mục đoàn Công giáo Hoàn vũ, với vị trí được bổ nhiệm là giám mục phụ tá Giáo phận Potosí, danh hiệu Giám mục Hiệu tòa Timici. Lễ tấn phong cho vị giám mục tân cử được tổ chức sau đó vào ngày 31 tháng 5 cùng năm, với phần nghi thức chính yếu được cử hành cách trọng thể bởi 3 giáo sĩ cấp cao, gồm chủ phong là Tổng giám mục Santos Abril y Castelló, Sứ thần Tòa Thánh tại Bolivia; hai vị giáo sĩ còn lại, với vai trò phụ phong, gồm có giám mục Edmundo Luis Flavio Abastoflor Montero, giám mục chính tòa Giáo phận Potosí và Giám mục Jesús Agustín López de Lama, C.P., giám mục Đại diện Tông Tòa Miền Phủ doãn Tông Tòa Corocoro.
Sau khoảng thời gian 6 năm được chọn làm giám mục, Giám mục Porco được Tòa Thánh thuyên chuyển đến nhiẹm sở mới, cụ thể bổ nhiệm giám mục này làm Đại diện Tông Tòa Miền Phủ doãn Tông Tòa Corocoro. Thông báo về việc bổ nhiệm này được công bố cách rộng rãi vào ngày 4 tháng 6 năm 1992.
Ngày 29 tháng 6 năm 2012, Tòa Thánh chấp thuận đơn hồi hưu của ông, vì lý do tuổi tác, theo Giáo luật.
Trong buổi đọc kinh Nữ vương Thiên Đàng tại Vatican vào gày 20 tháng 5 năm 2018, Giáo hoàng Phanxicô bất ngờ loan báo ông đã quyết định vinh thăng thêm 14 Hồng y của Giáo hội Công giáo Rôma, trong đó có 11 tân hồng y dưới 80 tuổi có quyền tham gia mật nghị hồng y và 3 tân hồng y trên 80 tuổi. Trong danh sách các vị hồng y mới này, có Giám mục hồi hưu Toribio Ticona Porco, được công bố ở vị trí thứ 13. Ông là một trong ba vị tân hồng y trên 80 tuổi được vinh thăng trong công nghị này.
Bằng việc tổ chức công nghị Hồng y năm 2018 được cử hành chính thức vào ngày 29 tháng 6, Giáo hoàng Phanxicô sẽ vinh thăng Giám mục hồi hưu Toribio Ticona Porco, Hồng y. Tân Hồng y thuộc Đẳng Hồng y Linh mục.